# 唐澞
唐澞（1423年—？），字源潔，福建福州府侯官縣人，民籍。明朝政治人物。

## 生平
正統十二年（1447年），唐澞舉丁卯科福建乡试。正統十三年（1448年），聯捷戊辰科進士，授户科给事中，因彈劾權貴被下詔獄，后出任廣東參議。

## 家族
曾祖唐慶。祖父唐章。父唐鑑。